# Antoni Furió i Sastre
Antoni Furió i Sastre (Palma, 1798—1853) va ser un cronista i historiador local mallorquí.
Amb gran vocació per la història, va ser cronista del regne de Mallorca i rival de Joaquim Maria Bover de Rosselló. A causa de la seva manca de preparació i la ceguesa que va patir a partir de 1840 fan que la seva obra tingui un valor menor, a més d'estar en part inèdita. Algunes de les obres que va publicar hi ha les molt criticades Memorias para servir a la historia eclesiástica, general, política de la provincia de Mallorca (1820), la Carta histórico-crítica sobre el lugar donde estuvo situada la antigua Pollentia en la época que los romanos dominaron la isla de Mallorca (1838, el Diccionario histórico de los ilustres profesores de las bellas artes en Mallorca (1839), el Panorama óptico-histórico-artístico de las ilas Baleares (1840), obra que anava acompanyada de litografies de Francesc Muntaner, i l'Episcopologio de la Santa Iglesia de Mallorca (1852).